# FC Laval
Az FC Laval egy kanadai labdarúgócsapat, amelynek székhelye a Québec állambeli Laval városában található. A klub 2021 óta a kanadai másodosztályban, a League1 Québec-ben szerepel. Hazai mérkőzéseit az 1 000 néző befogadására alkalmas Parc Cartier-ben játssza. A 2021-es szezonban negyedik, míg a 2022-es szezonban első helyet értek el, így kvalifikáltak a kanadai kupába, ahol a selejtezőkörben, a Forge elleni 3–0-ás vereséggel zárult mérkőzés alkalmával búcsúztak a kupától.

## Sikerek
- League1 Québec
  - Bajnok (1): 2022

## További hivatkozások
- Hivatalos honlapja